# مدرسه پایدار
معماری پایدار ناشی از نیاز امروز انسان در مقابل پیامدهای نامناسب جهان صنعتی و مصرفی عصر حاضر است. حفظ و حراست از منابع طبیعی جهان، کاهش آلودگی هوا و سایر آلودگی‌های محیطی، حفاظت ازلایه ازن، بهداشت جسمی و روانی، آینده بشریت و... از موضوعاتی است که مطرح بوده و ضرورت آن روز به روز آشکارتر می‌شود. ساختمان‌های پایدار می‌تواند در کنترل مصرف انرژی و حفظ منابع طبیعی راهگشا باشند. از آنجا که یکی از مهمترین بناها در شهرها، فضاهای آموزشی از جمله مدارس هستند، رویکرد معماری پایدار در طراحی مدرسه می‌تواند علاوه بر صرفه جویی در انرژی و کاهش اثرات زیست‌محیطی باعث آموزش مؤثر در دانش آموزان شود

## تعریف مدرسه پایدار
ساختمان مدرسه پایدار، محیطی سالم است که منجر به یادگیری می‌شود در حالی که سبب صرفه جویی انرژی، منابع و پول می‌شود.

### مدرسه پایدار
مدرسه از اولین محیط‌های اجتماعی است، که انسان به آن وارد می‌شود و روح و شخصیتش در آن شکل می‌گیرد. ساختمان مدرسه پایدار بر پایه اصول صرفه جویی در مصرف انرژی و حفاظت محیط زیست طراحی می‌شود. در این نوع مدارس تنها هدف اصول زیست‌محیطی و مصرف کمتر از منابع انرژی نیست بلکه اهمیت آن در تأثیری است که در روحیه دانش آموزان دارد. ورود نور طبیعی در کلاس‌ها و بالا رفتن کیفیت هوای داخل ساختمان، دو عنصر از طراحی ساختمان پایدار، اثرات مستقیم بر عملکرد دانش آموزان دارد.

### اهداف مدرسه پایدار
به طور کلی اهداف مدارس پایدار به شرح زیر است:
۱. به حداکثر رساندن آسایش دانش آموزان؛ به واسطه انجام جذب نور روز، منظر دل‌پذیر، کیفیت مناسب هوا، کنترل رطوبت، مراقبت‌های مؤثر کیفیتی و پیش بینی‌های لازم ایمنی.
۲. برنامه‌ریزی کارآمد؛ برای تحرک مناسب دانش آموزان در فضای مدرسه. ایجاد امنیت، سهولت در تغییرپذیری، قابلیت پاسخ گویی در برابر نیازهای دانش آموزان، در هم آمیختگی سازه ساختمان با تأسیسات.
۳. طراحی برای تغییر از طریق طراحی ساده و مدولار. از محاسن مدارس مدولار می‌توان سرعت در ساخت و ساز و همچنین قابلیت گسترش آن در آینده را نام برد.
۴. به حداقل رساندن هزینه‌ها برای انرژی با استفاده از حداکثر انرژی‌های رایگان مانند نور روز، گرمای خورشید، باد، کنترل تغییرات دما با عایق کاری حرارت مناسب، به کارگیری گیاهان، که امروزه تأثیرات مثبت روانی وجود گیاهان در فضای آموزشی و مدارس بر کسی پوشیده نیست. گیاهان علاوه بر ایجاد فضایی پویاتر، باعث ایجاد سرزندگی و انرژی در دانش آموزان نیز می‌شود.
۵. به حداکثر رساندن فضاهای قابل استفاده؛ از طریق کاهش مساحت باغچه‌ها در درون ساختمان. حداقل نمودن فضای کانال کشی‌های هوا، بیشترین ترکیب عناصر سازه‌ای و تأسیسات. بر طرف نمودن ضرورت سقف کاذب در ساختمان مدرسه.
۶. به حداقل رساندن هزینه احداث ساختمان؛ از طریق کم کردن فضاهای تأسیساتی. موتورخانه، کاهش پیچیدگی در فضا و عناصر خدماتی، هماهنگ سازی سازه و عناصر خدماتی.
۷. کاهش هزینه نگهداری ساختمان؛ از طریق استفاده از مصالح با دوام، تجهیزات با عمر زیاد، سیستم‌های کنترلی محیطی ساده و قابل اطمینان، دسترسی مناسب برای نگهداری و تعمیرات زیرا در صورت بروز هرگونه مشکل در ساختمان مدرسه، در روند آموزشی مدرسه اخلال ایجاد شده و کارایی که یکی از اصول مهم پایداری است، از بین می‌رود.
۸. حفاظت و بهبود بخشیدن ارزش‌های طبیعی، جمع‌آوری آب باران و بازیافت آب شیرین، بازیافت از فاضلاب و به کارگیری آن.

### معیارهایی برای مدرسه پایدار
معیارهای تعیین شده برای مدارس پایدار که به حفظ محیط زیست و کاهش مصرف انرژی بینجامد عبارتند از:
- سایت‌های پایدار
- راندمان مصرف آب
- انرژی و اتمسفر
- مواد ومنابع
- کیفیت محیط زیستی در داخل ساختمان
- نوآوری در طراحی
- الویت منطقه‌ای[۵]

## اصول طراحی مدرسه
هر طرحی دارای اصول اولیه است که این اصول خلاقیت در طرح را از بین نمی‌برد بلکه طرح را از آشفتگی می‌رهاند.
مهمترین خصوصیاتی که در ساختار کلی یک مدرسه می‌تواند مورد توجه قرار گیرد در زیر ذکر شده است:
- الگوهای سازماندهی مختلف و تلفیق آنها
- فضاهای عمومی و ارتباط با جامعه (که معمولاً در مجاورت ورودی ساختمان مدرسه هستند)
- ناحیه‌های مختلف فضایی (مانند ناحیه کلاس‌ها، ناحیه فضاهای عمومی، ناحیه فضاهای باز بیرونی و...)
- نقش راهروها به عنوان مسیر و هسته سازمان دهنده، نقاط تأکید مسیر (ابتدا و انتهای مسیر)، فضاهای همجوار مسیر، فضاهای درون مسیر و مانند آن.
- فضاهای باز بیرونی (به صورت درون گرا یا یرون گرا).
- استفاده از دسته فضاها و تشکیل واحدهای همجوار فضایی که خصوصاً در سازماندهی کلاس‌ها مؤثر است.

### اصول طراحی مدرسه پایدار
برای اجرای اصول طراحی پایدار، نیاز است که مفاهیم طراحی پایدار با نیازهای یک مدرسه ادغام شود تا منجر به یکسری اصول برای ایجاد یک فضای معماری با ارزش شود که در زیر آورده شده است:
۱ - شناخت و بررسی دقیق بستر طرح و توجه به شرایط اقلیمی محل، به طور مثال شناخت مسیرهای حرکت خورشید برای استفاده از نور طبیعی، برای کلاس‌ها.
۲ - سازماندهی مناسب فضاها به منظور آسان شدن انجام امور مربوط به تأسیسات مثلاً در نظر گرفتن مکان مناسب برای فضاهایی مثل آزمایشگاه جهت عبور داکت‌های تأسیساتی یا سازماندهی مناسب سالن آمفی تئاتر در محلی که برای عبور تأسیسات آن مشکلی ایجاد نشود.
۳ - چیدمان مناسب فضاها با در نظر گرفتن اصول تنظیم شرایط محیطی، به طور مثال جهت گیری مناسب فضاها بر اساس زمان، تأثیر بسزایی در کاهش استفاده از منابع دارد چه سرمایش و چه گرمایش. مثلاً فضاهایی مانند کلاس‌ها که در ساعات مشخصی به طور دائم کاربری دارند باید از فضایی مانند آمفی تئاتر که استفاده دائمی ندارند، جدا باشند تا سرمایش و گرمایش آنها کنترل شود و انرژی به هدر نرود.
۴-استفاده حداقل از وسایل و تأسیسات مکانیکی و تأمین انرژی مورد نیاز از منابع تجدید پذیر و در دسترس به طور مثال استفاده از کوران طبیعی در داخل کلاس‌ها، به جای استفاده از دستگاه‌های تهویه.
۵ -در نظر گرفتن ویژگی‌های فردی دانش آموزان در طراحی؛ توجه به این که در طراحی یک مدرسه پایدار دانش آموزان در اولویت هستند و هدف اصلی مدرسه پایدار آسایش دانش آموزان در اولویت است.
۶ - ایجاد بستر مناسب برای یادگیری اصول پایداری و تأکید بر اهمیت آن برای دانش آموزان؛ توجه به نقش دانش آموزان برای ادامه گسترش معماری پایدار در آینده ایجاب می‌کند که محیطی فراهم شود تا فرد دانش آموز از طریق مشاهده راه‌های استفاده از انرژی‌های طبیعی آشنا شوند و در آینده در جامعه استفاده کند.
۷ -استفاده حداکثر از نور طبیعی به جای نور مصنوعی برای کلاس‌ها و سایر فضاهای جمعی دانش آموزان، همواره نور طبیعی باعث ایجاد نشاط و سرزندگی بیشتری نسبت به نور مصنوعی در افراد، به خصوص کودکان می‌شود و همچنین رنگ‌ها نیز در نور طبیعی در روحیه دانش آموز مؤثر است.
۸ - ایجاد امکان تعامل مدرسه با طبیعت و دانش آموزان با طبیعت استفاده از طبیعت به عنوان بستر، نه به عنوان ماده مصرفی. علاوه بر کاهش اثرات زیست‌محیطی ساختمان مدرسه در طبیعت، این خود دانش آموز است که به طبیعت نزدیکتر می‌شود و می‌آموزد که چه طور می‌شود در چرخه طبیعت وجود داشت بی آنکه حلقه آخر زنجیر طبیعت شد.

### طراحی مدرسه پایدار با مصرف انرژی کم
برای دستیابی به حداکثر بهرهٔ طراحی کم انرژی لازم است کلاس‌ها دارای ویژگی‌های زیر باشند:
- کنترل کافی در و پنجره بین فضاهای آموزش و تدریس
- محافظت آکوستیک ی کلاس در مقابل آلودگی‌های صوتی داخلی و خارجی
- بازشناسی فضاهای خورشیدی که می‌توانند نور و تهویهٔ فضاهای یادگیری را کاهش دهند تا آنها را جذابتر کنند
- طراحی یک سیستم برای پرده‌ها و سایه اندازهای خورشیدی برای جلوگیری از گرم شدن زیاد در تابستان و اتلاف گرمای زمستان
- استفاده از نوعی نازک کاری که نور خورشید به بیشترین حالت ازآن عبور کند.
- تهویه‌ای که به کمک خورشید یا باد و از طریق پنجره‌های بالا و پایین و شاید سقف شیبدار کلاس‌ها تقویت شود.
- فهم استراتژی طراحی انرژی توسط معلمان و سرایداران[۸]

## پلان مدارس پایدار
۵ نوع پلان اصلی برای مدارس مورد قبول واقع شده‌اند:
- پلان فشرده
- پلان حیاط دار
- پلان شعاعی
- پلان خطی
- پلان ارگانیک

این نوع پلان‌ها به طور ساده یا ترکیبی بر اساس ویژگی‌های محل، طراحی، رویکرد پایداری و جهت گیری مورد استفاده قرار می‌گیرند.

## کلاس مدارس پایدار
برای دستیابی به طراحی کم انرژی لازم است کلاس‌ها دارای ویژگی‌های زیر باشند:
- کنترل کافی در و پنجره بین فضاهای آموزش و تدریس.
- محافظت آکوستیکی کلاس در مقابل آلودگی‌های صوتی داخلی و خارجی.
- بازشناسی فضاهای خورشیدی که می‌توانند نور و تهویهٔ فضاهای یادگیری را کاهش دهند تا آنها را جذابتر کنند.
- طراحی یک سیستم برای پرده‌ها و سایه اندازهای خورشیدی برای جلوگیری از گرم شدن زیاد در تابستان و اتلاف گرمای زمستان.
- استفاده از نوعی نازک کاری که نور خورشید بیشترین حالت ازآن عبور کند.
- تهویه‌ای که به کمک خورشید یا باد و از طریق پنجره‌های بالا و پایین و شاید سقف شیبدار کلاس‌ها تقویت شود.
- فهم استراتژی طراحی انرژی توسط معلمان و سرایداران[۱۰]

## سقف مدارس پایدار
عمومی‌ترین سقف به کار رفته در مدارس عبارتند از:
- سقف باز با فضای باز مرکزی، راهرو شیشه‌ای و کلاس درس با سقف سبک
- بام شیروانی با فضای اطراف شیشه‌ای یا فضای خورشیدی، گاهی با راهرو ی مرکزی
- سقف‌های پلکانی برای فراهم کردن تهویه در سطوح متفاوت به کمک خورشید

این نوع مقاطع به شکل ساده یا ترکیبی بر اساس ویژگی‌های محل، هدف طراحی، رویکرد پایداری و جهت گیری مورد استفاده قرار می‌گیرند.

## مدارسی که کاربران می‌خواهند
- پلان‌های ساختمانی کم عمق که یک وجه مشترک بین داخل و خارج ایجاد می‌کنند.
- حجم حرارتی بالا برای دمای پایدار.
- پنجره‌هایی با قابلیت باز و بسته شدن که در کنترل آنها باشد.
- مدیریت ساختمان به نوعی که به سرعت به مشکلات محیطی داخلی پاسخ دهد.
- مصالح و گیاه کاری طبیعی در محیط کاری.[۱۲]